# Buky (obwód kijowski)
Buky (ukr. Буки, pol. hist. Buki) – wieś na Ukrainie, w obwodzie kijowskim, w rejonie białocerkiewskim, siedziba administracyjna rady wiejskiej. W 2001 roku liczyła 622 mieszkańców; nad Rostawicą.
Według danych z 2001 roku 97,3% mieszkańców jako język ojczysty wskazało ukraiński, 2,7% – rosyjski.

## Historia
We Bukach znajdował się dwór, zaprojektowany przez Karola Iwanickiego.